# Los pianos mecánicos
Los pianos mecánicos es una película dramática de 1965 dirigida por Juan Antonio Bardem y protagonizada por Melína Merkoúri, James Mason y Hardy Krüger. Basada en la novela «Les pianos mécaniques» de Henri-François Rey, fue presentada en el Festival Internacional de Cine de Canes de 1965. Pretendía reflejar una panorámica del ambiente bohemio y artístico de la Costa Brava.

## Argumento
Se desarrolla la mayor parte en una localidad mediterránea llamada Caldeya a la cual llega Vincent, desde París, invitado por su amigo Reginald. Allá encuentra a Pascal Regnier, un novelista en crisis, que pasa sus vacaciones con su hijo. Regnier le presenta a Jenny, la propietaria de un club nocturno por la cual se sentirá atraído.

## Reparto
- Melína Merkoúri - Jenny
- James Mason - Pascal Regnier
- Hardy Krüger - Vincent
- Didier Haudepin - Daniel Regnier
- Renaud Verley - Serge
- Sophie Darès - Nadine (como Martine Ziguel)
- Keiko Kishi - Nuera
- Maurice Teynac - Reginald
- Karin Mossberg - Orange the Mistress
- José María Mompín - Tom
- Luis Induni - Bryant

## Producción

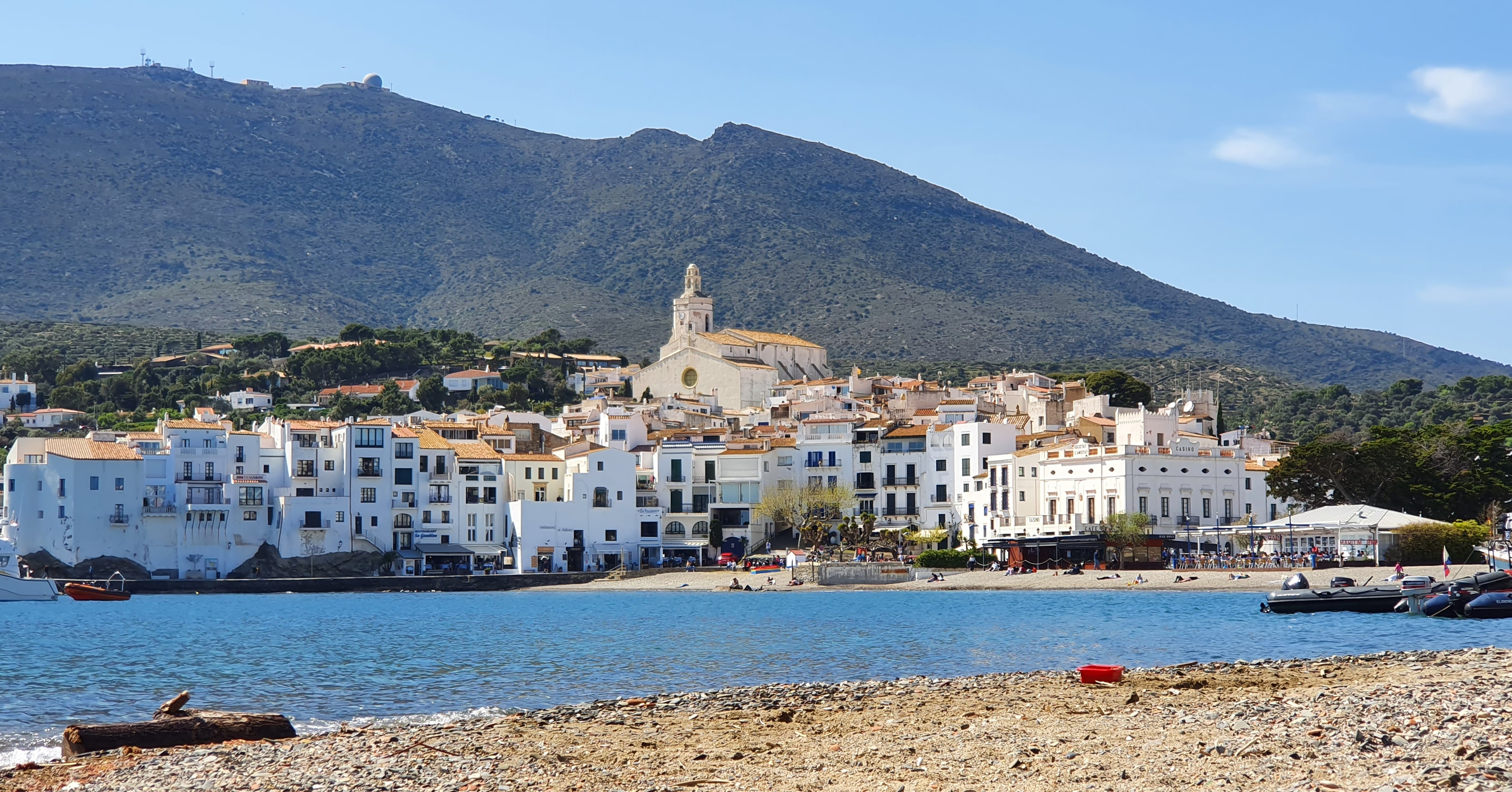
La película fue rodada en 1964 en Cadaqués

- Se rodó en el verano de 1964 principalmente en Cadaquès. Algunas escenas fueron rodadas en  Barcelona, donde se muestra la vida nocturna del barrio Gótico de Barcelona, con imágenes de la fuente de Canaletas.
- La película tuvo bastante eco internacional, pero, a pesar de que incluso estuvo presente al Festival de Cannes de 1965, no satisfizo la crítica, y la taquilla no estuvo a la altura de las expectativas.
- En las escenas finales, algunos cadaquesencs quedaron inmortalizados como extras que corren a apagar un fuego. Intervinieron Jaumet Faixó, Pere Giró y Enric Auger «Parlet». Hay un breve diálogo en catalán: «No llores, no llores guapo, ven a casa..», intento de consolar un niño consternado.[3]
- El film sufrió los recortes de la censura.